# 珀斯内克
珀斯内克（德語：Pößneck，發音：[ˈpœsnɛk] ⓘ）是德国图林根州萨勒-奥拉县的城市，面积24.43平方千米，2023年12月31日人口为11,858人。

## 友好城市
- 德国 莫斯巴赫
- 德国 福希海姆
- 法國 蒂耶里堡
- 波蘭 奧得河畔比托姆